# Karl Tuppy
Karl Tuppy (geboren 1. Jänner 1880 in Brünn; gestorben 15. November 1939 im KZ Sachsenhausen) war ein österreichischer Jurist.

## Leben und Wirken
Er war der Sohn des Tuchwalkmeisters Eduard Tuppy und dessen Ehefrau Maria Tuppy geb. Exner. Nach der Matura am Zweiten Deutschen Gymnasium in seiner Geburtsstadt Brünn studierte er von 1899 bis 1903 Rechtswissenschaft an der Universität Wien und promovierte dort 1904 zum Dr. jur. Nach der Richteramtsprüfung war er ab 1909 als Richter beim Kreisgericht St. Pölten und ab 1913 beim Landesgericht Wien tätig. 1915 erfolgte seine Ernennung zum stellvertretenden Staatsanwalt in Wiener Neustadt. Ab 1919 war er Staatsanwalt bei der Staatsanwaltschaft Wien, wo 1937 seine Ernennung zum Leitenden Ersten Staatsanwalt erfolgte. Er trug den Titel Hofrat.
Tuppy vertrat die Anklage im Strafprozess gegen die Dollfuß-Attentäter Otto Planetta und Franz Holzweber, die hingerichtet wurden. Dem folgten Prozesse gegen die Juliputschisten Anton Rintelen und Otto Steinhäusl. Unmittelbar nach dem „Anschluss Österreichs“ wurde er im März 1938 von der deutschen Geheimen Staatspolizei verhaftet und kurz darauf aus dem Staatsdienst entlassen. 20 Monate wurde er im Polizeigefangenenhaus Elisabethpromenade am Wiener Donaukanal ohne Strafverfahren inhaftiert und daraufhin im November 1939 in das KZ Sachsenhausen bei Oranienburg überführt. Gleich nach seinem dortigen Eintreffen wurde er durch SS-Angehörige, darunter Roland Puhr und Franz Voggesberger, derart brutal misshandelt, dass er im Krankenrevier des Konzentrationslagers starb. Als Todesursache wurde Herzschlag angegeben. Er wurde am 8. Dezember 1939 auf dem Grinzinger Friedhof in Wien beigesetzt. Sein Grabmal ist noch erhalten.
Er war seit dem 26. Juni 1922 verheiratet mit Emma Großmann, Tochter des Regierungsrats Rudolf Großmann aus Prag, und Vater des 1924 geborenen Biochemikers und späteren Bundesministers Hans Tuppy. Sie wohnten in der Kreindlgasse 1a in Wien.